# Кошариште
Коша́риште (также Кошаришта; алб. Kosharishti; серб. Кошариште / Košarište) — село в северо-восточной Албании. Входит в состав общины Запод округа Кукес. Кошариште расположено в албанской части исторической области Гора, жители села — представители исламизированной южнославянской этнической группы горанцев. Помимо села Кошариште горанцы в Албании живут также в сёлах Борье, Запод, Оргоста, Орешек, Очикле, Пакиша, Шиштевац и Цернолево.
Рядом с Кошариште расположены два горанских села — Пакиша (к северо-востоку от Кошариште) и Оргоста (к юго-востоку).

## История
После второй Балканской войны 1913 года часть территории Горы, на которой расположено село Кошариште, была передана Албании. В 1916 году во время экспедиции в Македонию и Поморавье село посетил болгарский языковед Стефан Младенов, по его подсчётам в селе в то время было около 27 домов.